# Norman I. Platnick

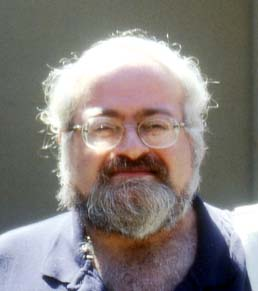
Norman Platnick w 2001 roku

Norman I. Platnick (ur. 30 grudnia 1951 w Bluefield, zm. 8 kwietnia 2020 w Filadelfii) – amerykański arachnolog zajmujący się w szczególności ewolucją i systematyką pająków.

## Życiorys
W 1968 uzyskał licencjat z biologii w Concord College w Athens, w 1970 magisterium z zoologii na Michigan State University, a w 1973 roku doktorat z biologii na Uniwersytecie Harvarda. Tematem jego dysertacji doktorskiej była „rewizja północnoamerykańskich pająków z rodziny Anyphaenidae”. Opisał co najmniej 1828 nowych gatunków pająków (co daje mu drugie miejsce w historii arachnologii po Eugènie Simonie), a także nazwał wiele taksonów wyższych rangą. Jest członkiem wielu towarzystwo arachnologicznych, takich jak American Arachnological Society, British Arachnological Society, Arachnological Society of Japan, a także towarzystw związanych z systematyką biologiczną – Society of Systematic Zoology i Willi Hennig Society, którego jest jednym z założycieli. Platnick jest także redaktorem wielu czasopism naukowych, jak np. „Journal of Arachnology”, „Zoosystema” i „Cladistics”. Od 1978 roku jest profesorem na City University of New York, a od 1988 – na Cornell University. Jest kustoszem działu zoologii bezkręgowców w Amerykańskim Muzeum Historii Naturalnej. Platnick był jednym z pionierów kladystyki w zoologii – analizy kladystyczne przeprowadzał już pod koniec lat 70. Od lipca 2000 do lipca 2014 roku prowadził The World Spider Catalog – na bieżąco aktualizowaną klasyfikację wszystkich opisanych gatunków pająków.